# Berlencourt-le-Cauroy
Pour l’article ayant un titre homophone, voir Berlancourt.
Berlencourt-le-Cauroy est une commune française située dans le département du Pas-de-Calais en région Hauts-de-France. Ses habitants sont appelés les Berlencourtois. La commune est membre de la communauté de communes des Campagnes de l'Artois.

## Géographie

### Localisation
Localisée dans le sud-est du département du Pas-de-Calais, Berlencourt-le-Cauroy se situe à 8 km à l'ouest d'Avesnes-le-Comte et à 26 km à l'ouest d'Arras (chef-lieu d'arrondissement),.
Le territoire de la commune est limitrophe de ceux de huit communes.
Les communes limitrophes sont Sars-le-Bois, Liencourt, Magnicourt-sur-Canche, Sus-Saint-Léger, Beaudricourt, Denier, Estrée-Wamin et Grand-Rullecourt.

### Géologie et relief
La superficie de la commune est de 7,48 km2 ; son altitude varie de 87  à   151 mètres.

### Hydrographie
Le territoire de la commune est situé dans le bassin Artois-Picardie.
La commune est traversée par trois cours d'eau :
- la Canche, fleuve côtier d'une longueur de 100,22 km, qui prend sa source dans la commune de Gouy-en-Ternois et se jette dans la Manche entre Étaples et Le Touquet-Paris-Plage[5] ;

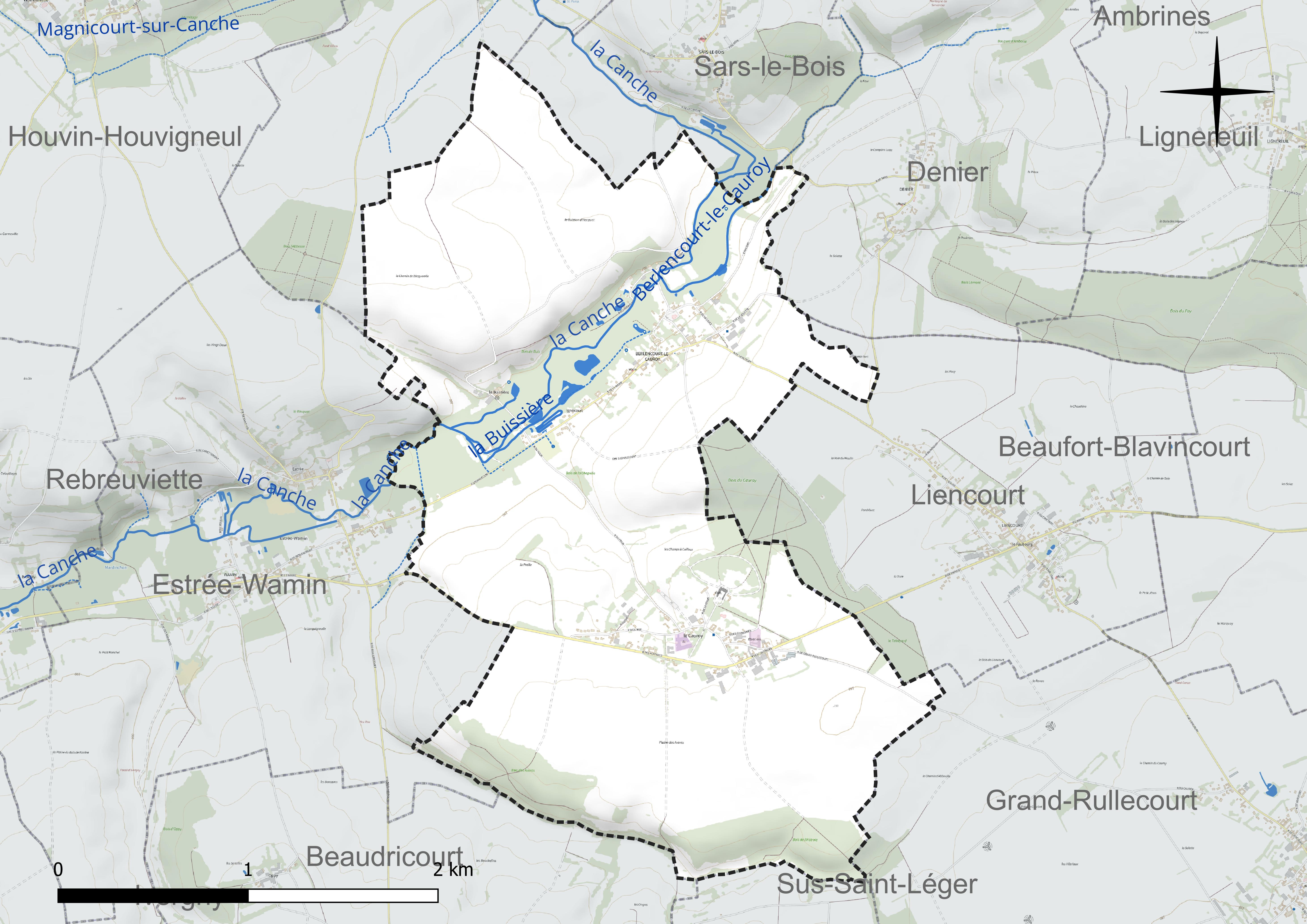
Réseau hydrographique de Berlencourt-le-Cauroy.

- le Berlencourt-le-Cauroy, d'une longueur de 2,53 km, qui prend sa source dans la commune de Denier, et se jette dans la Canche au niveau de la commune[6] ;
- la Buissière, d'une longueur de 0,96 km[7].

### Climat
Pour des articles plus généraux, voir Climat des Hauts-de-France et Climat du Pas-de-Calais.
En 2010, le climat de la commune est de type climat océanique dégradé des plaines du Centre et du Nord, selon une étude du CNRS s'appuyant sur une série de données couvrant la période 1971-2000. En 2020, Météo-France publie une typologie des climats de la France métropolitaine dans laquelle la commune est exposée à un climat océanique et est dans la région climatique Côtes de la Manche orientale, caractérisée par un faible ensoleillement (1 550 h/an) ; forte humidité de l’air (plus de 20 h/jour avec humidité relative > 80 % en hiver), vents forts fréquents.
Pour la période 1971-2000, la température annuelle moyenne est de 10,1 °C, avec une amplitude thermique annuelle de 14,1 °C. Le cumul annuel moyen de précipitations est de 834 mm, avec 13 jours de précipitations en janvier et 9,4 jours en juillet. Pour la période 1991-2020, la température moyenne annuelle observée sur la station météorologique la plus proche, située sur la commune de Saulty à 11 km à vol d'oiseau, est de 10,4 °C et le cumul annuel moyen de précipitations est de 899,7 mm,. Pour l'avenir, les paramètres climatiques de la commune estimés pour 2050 selon différents scénarios d'émission de gaz à effet de serre sont consultables sur un site dédié publié par Météo-France en novembre 2022.

### Paysages
Pour un article plus général, voir Paysage en France.
La commune s'inscrit dans les « paysages du Ternois » tels qu'ils sont définis dans l'atlas de paysages de la région Nord-Pas-de-Calais, conçu par la direction régionale de l'Environnement, de l'Aménagement et du Logement (DREAL),.
Ces « paysages du Ternois », qui concernent 138 communes avec trois pôles d'attraction que sont Hesdin-la-Forêt à l'ouest, Saint-Pol-sur-Ternoise à l'est et, dans une moindre mesure, Frévent en lisière sud, sont délimités par deux cours d'eau : la Canche au sud et la Ternoise au nord. Ces paysages sont composés de plateaux, de vallées et de bocages. Les plateaux du Ternois montrent une structure tabulaire assez plane et une altitude assez régulière avec des points culminants entre 150  à   160 m.
Le territoire d'une vingtaine de kilomètres du nord au sud et d'est en ouest, est traversé par la D 939 reliant Saint-Pol-sur-Ternoise à Hesdin-la-Forêt, par la D 912 entre Saint-Pol-sur-Ternoise et Frévent et par la ligne ferroviaire de Saint-Pol-sur-Ternoise à Étaples dans la vallée de la Canche. La position excentrée, en l'absence de grands axes autoroutiers ou ferrés structurants, a permis au Ternois de conserver un caractère rural.
Au niveau de l'occupation des sols de ces « paysages du Ternois », les surfaces cultivées représentent 66,80 % de la surface totale et sont omniprésentes sur les plateaux avec majoritairement la culture de la betterave et de la pomme de terre, les prairies naturelles, permanentes 19 %, les forêts, comme la forêt d'Hesdin, et milieux semi-naturels 7,26 %, présentes dans les deux principales vallées de la Ternoise et de la Canche, les espaces artificialisés 3,22 % avec principalement les communes de Saint-Pol-sur-Ternoise, Hesdin-la-Forêt et Frévent, les espaces industriels 0,52 % et les cours d'eau et plans d'eau 0,21 %.

### Milieux naturels et biodiversité

#### Zones naturelles d'intérêt écologique, faunistique et floristique
L’inventaire des zones naturelles d'intérêt écologique, faunistique et floristique (ZNIEFF) a pour objectif de réaliser une couverture des zones les plus intéressantes sur le plan écologique, essentiellement dans la perspective d’améliorer la connaissance du patrimoine naturel national et de fournir aux différents décideurs un outil d’aide à la prise en compte de l’environnement dans l’aménagement du territoire.
Le territoire communal comprend une ZNIEFF de type 1 : la haute vallée de la Canche en amont de Conchy-sur-Canche. Cette ZNIEFF correspond à la moyenne et à la haute vallée de la Canche, de l’amont de la commune de Conchy-sur-Canche jusqu’aux sources, au niveau de Magnicourt-sur-Canche.
et une ZNIEFF de type 2 : la haute vallée de la Canche et ses versants en amont de Sainte-Austreberthe qui se situe dans le pays du Ternois. Elle offre un relief de coteau abrupt au Nord et des pentes douces au Sud. Le fond de vallée est constitué de pâturages et de zones de cultures. Les versants les plus pentus et inaccessibles accueillent des boisements.

Carte des ZNIEFF de type 1 et 2 sur la commune
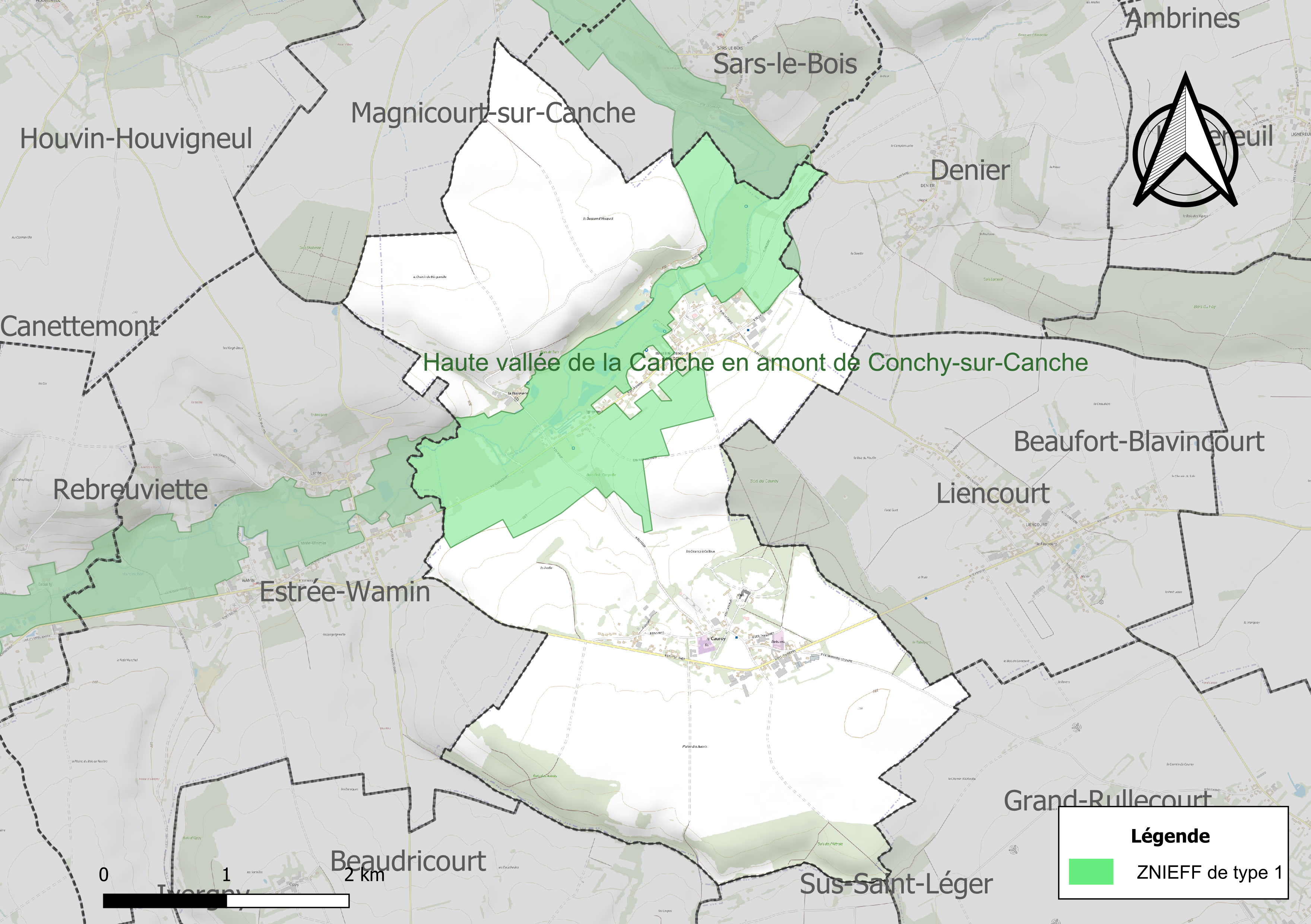
Carte de la ZNIEFF de type 1 sur la commune.
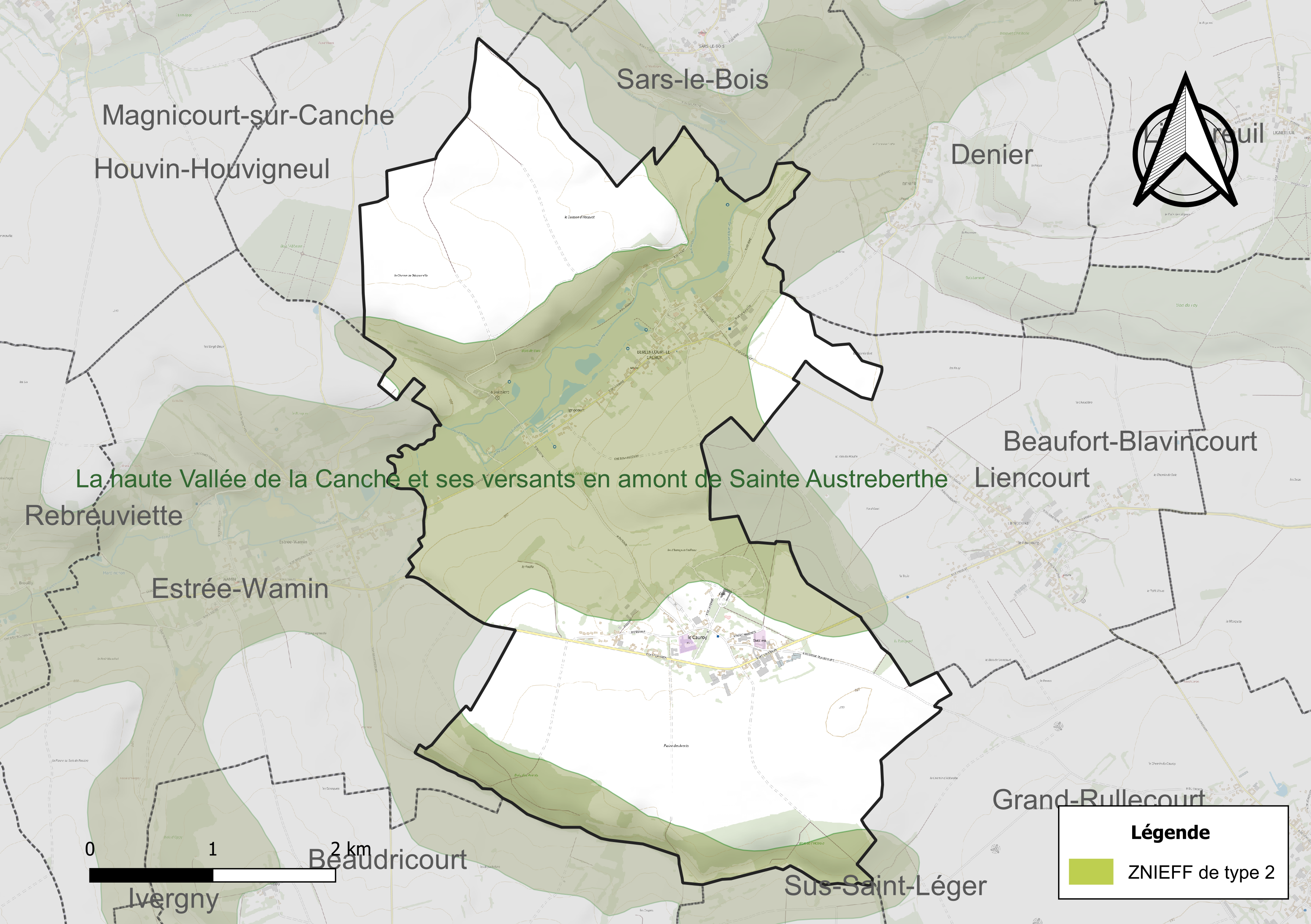
Carte de la ZNIEFF de type 2 sur la commune.

## Urbanisme

### Typologie
Au 1er janvier 2024, Berlencourt-le-Cauroy est catégorisée commune rurale à habitat très dispersé, selon la nouvelle grille communale de densité à sept niveaux définie par l'Insee en 2022.
Elle est située hors unité urbaine et hors attraction des villes,.

### Occupation des sols
L'occupation des sols de la commune, telle qu'elle ressort de la base de données européenne d’occupation biophysique des sols Corine Land Cover (CLC), est marquée par l'importance des territoires agricoles (81,3 % en 2018), une proportion identique à celle de 1990 (81,3 %). La répartition détaillée en 2018 est la suivante : 
terres arables (62,6 %), prairies (18,7 %), forêts (14,8 %), zones urbanisées (3,9 %). L'évolution de l’occupation des sols de la commune et de ses infrastructures peut être observée sur les différentes représentations cartographiques du territoire : la carte de Cassini (XVIIIe siècle), la carte d'état-major (1820-1866) et les cartes ou photos aériennes de l'IGN pour la période actuelle (1950 à aujourd'hui).

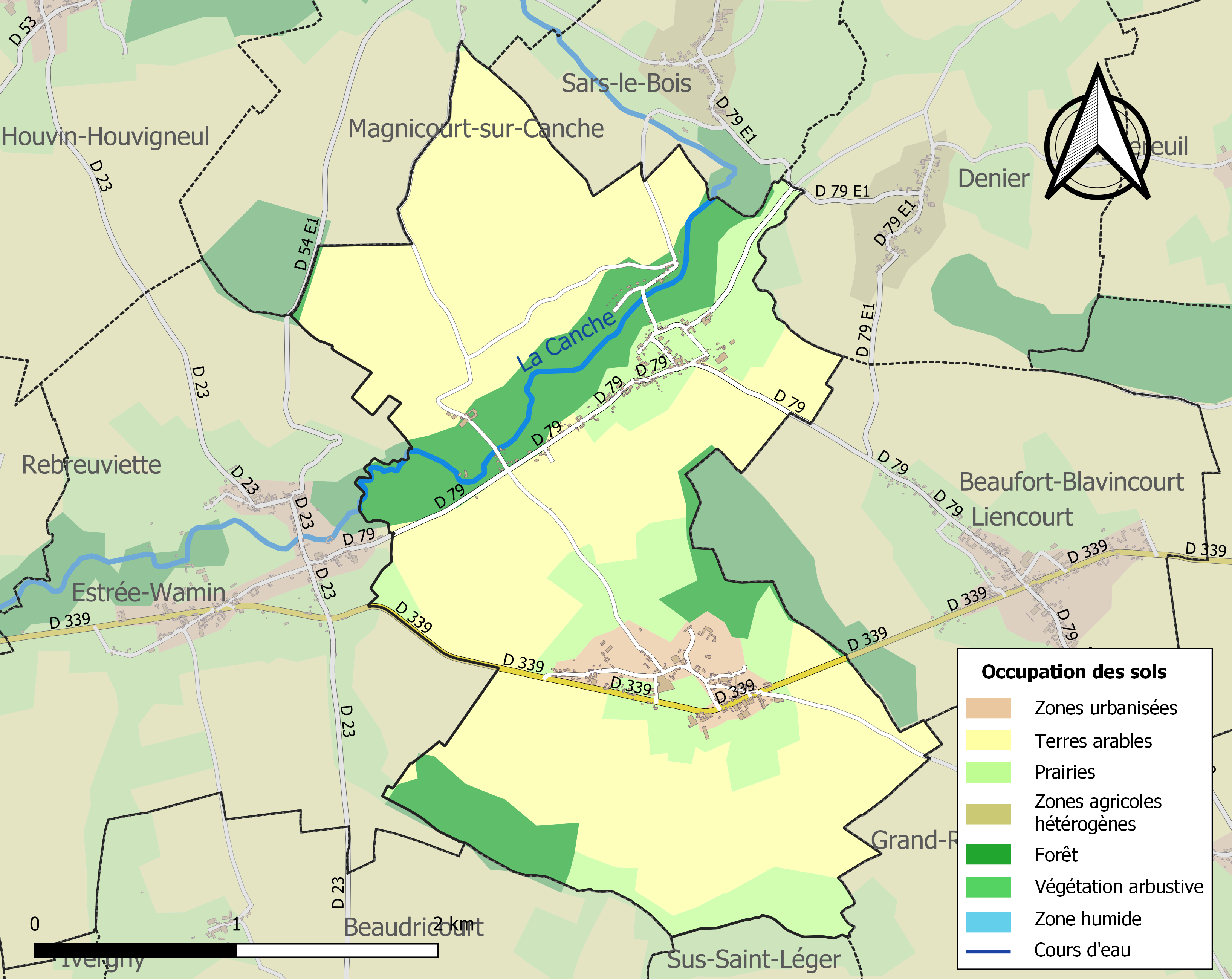
Carte des infrastructures et de l'occupation des sols de la commune en 2018 (CLC).

### Voies de communication et transports

#### Voies de communication
La commune est desservie par la route départementale D 71.

#### Transport ferroviaire
La commune se trouve à 13 km de la gare de Tincques, située sur la ligne d'Arras à Saint-Pol-sur-Ternoise, desservie par des trains TER Hauts-de-France et à 28 km  de la gare d'Arras, située sur la ligne de Paris-Nord à Lille, desservie par des TGV inOui et des trains régionaux du réseau TER Hauts-de-France.
La commune était desservie, de 1895 à 1948, par la ligne de chemin de fer Lens - Frévent, une ancienne ligne de chemin de fer qui reliait les communes de Lens et de Frévent.

## Toponymie
Le nom de la localité est attesté sous les formes Bellancourt (1159), Berlencurt (XIIIe siècle), Berllaincort (1194), Berlancourt (1222), Berlaincort (1230), Berlencourt (1545), Bellencourt (XVIIIe siècle), Berlancourt (1793), Berlencourt et Berlincourt (1801) et Berlencourt-le-Cauroy depuis 1927.
Le Cauroy est un hameau de Berlencourt.
Entre 1790 et 1794, Berlencourt absorbe Launoy.

## Histoire
Le village de Berlencourt, comme ceux de la vallée de la Canche, faisait partie du diocèse de Boulogne. À l'église de ce lieu étaient annexés Cauroy, Liencourt et Denier. L'église de Berlencourt date du XVIe siècle. 
Le hameau du Cauroy a possédé un château et une chapelle. Il constituait une paroisse de nom « prairie du Cambraisis ».
Le 12 août 1627, Charles Quarré, licencié es-droits, échevin d'Arras, est seigneur du Cauroy. Il bénéficie de lettres d'anoblissement, enregistrées moyennant le versement de 500 florins. Cette distinction lui est accordée en raison de ses études, dès son jeune âge, en philosophie, jurisprudence, belles-lettres.
Le 19 décembre 1671, Eugène de Noyelle, marquis de Lisbourg, qui possédait la terre de Cauroy la vendit. C'est alors Antoine Joseph de Beauffort, seigneur de Lassus, qui transmit la totalité de la seigneurie à ses descendants. Le château du Cauroy a été construit par le baron Alphonse de Beauffort, qui fit aussi construire à proximité de son château une petite église romane. Le château est demeuré dans cette famille jusqu'à la fin du XIXe siècle et s'est transmis depuis dans sa descendance.
En 1927, par arrêté ministériel, la commune de Berlencourt (canton d'Avesnes-le-Comte, arrondissement d'Arras, département du Pas-de-Calais) change de nom pour Berlencourt-le-Cauroy.

## Politique et administration

### Découpage territorial
La commune se trouve dans l'arrondissement d'Arras du département du Pas-de-Calais.

#### Commune et intercommunalités
La commune est membre de la communauté de communes des Campagnes de l'Artois qui regroupe 96 communes et totalise 33 141 habitants en 2021.

#### Circonscriptions administratives
La commune était rattachée au canton de Magnicourt-sur-Canche (1793), puis au canton d'Avesnes-le-Comte depuis 1801.

#### Circonscriptions électorales
Pour l'élection des députés, la commune fait partie de la première circonscription du Pas-de-Calais.

### Élections municipales et communautaires

#### Liste des maires
| Période                                  | Période                      | Identité           | Étiquette | Qualité                                     |
| ---------------------------------------- | ---------------------------- | ------------------ | --------- | ------------------------------------------- |
| Les données manquantes sont à compléter. |                              |                    |           |                                             |
| mars 2001                                | 2014                         | André Ansquin      |           |                                             |
| 2014,                                    | En cours (au 1 février 2022) | Christian Delambre |           | Agriculteur Réélu pour le mandat 2020-2026, |

## Équipements et services publics

### Justice, sécurité, secours et défense
La commune dépend du tribunal judiciaire d'Arras, du conseil de prud'hommes d'Arras, de la cour d'appel de Douai, du tribunal de commerce d'Arras, du tribunal administratif de Lille, de la cour administrative d'appel de Douai et du tribunal pour enfants d'Arras.

## Population et société

### Démographie
Les habitants de la commune sont appelés les Berlencourtois.

#### Évolution démographique
L'évolution du nombre d'habitants est connue à travers les recensements de la population effectués dans la commune depuis 1793. Pour les communes de moins de 10 000 habitants, une enquête de recensement portant sur toute la population est réalisée tous les cinq ans, les populations de référence des années intermédiaires étant quant à elles estimées par interpolation ou extrapolation. Pour la commune, le premier recensement exhaustif entrant dans le cadre du nouveau dispositif a été réalisé en 2004.

En 2022, la commune comptait 273 habitants, en évolution de −2,85 % par rapport à 2016 (Pas-de-Calais : −0,72 %, France hors Mayotte : +2,11 %).
| 1793 | 1800 | 1806 | 1821 | 1831 | 1836 | 1841 | 1846 | 1851 |
| ---- | ---- | ---- | ---- | ---- | ---- | ---- | ---- | ---- |
| 511  | 375  | 565  | 549  | 575  | 599  | 585  | 595  | 635  |

| 1856 | 1861 | 1866 | 1872 | 1876 | 1881 | 1886 | 1891 | 1896 |
| ---- | ---- | ---- | ---- | ---- | ---- | ---- | ---- | ---- |
| 611  | 633  | 613  | 604  | 573  | 534  | 520  | 536  | 543  |

| 1901 | 1906 | 1911 | 1921 | 1926 | 1931 | 1936 | 1946 | 1954 |
| ---- | ---- | ---- | ---- | ---- | ---- | ---- | ---- | ---- |
| 521  | 507  | 438  | 402  | 394  | 375  | 361  | 348  | 333  |

| 1962 | 1968 | 1975 | 1982 | 1990 | 1999 | 2004 | 2006 | 2009 |
| ---- | ---- | ---- | ---- | ---- | ---- | ---- | ---- | ---- |
| 335  | 266  | 246  | 241  | 254  | 265  | 261  | 258  | 289  |

| 2014 | 2019 | 2022 | - | - | - | - | - | - |
| ---- | ---- | ---- | - | - | - | - | - | - |
| 281  | 283  | 273  | - | - | - | - | - | - |

#### Pyramide des âges
La population de la commune est relativement jeune. En 2018, le taux de personnes d'un âge inférieur à 30 ans s'élève à 39,3 %, soit au-dessus de la moyenne départementale (36,7 %). À l'inverse, le taux de personnes d'âge supérieur à 60 ans est de 24,7 % la même année, alors qu'il est de 24,9 % au niveau départemental.
En 2018, la commune comptait 137 hommes pour 142 femmes, soit un taux de 50,9 % de femmes, légèrement inférieur au taux départemental (51,5 %).
Les pyramides des âges de la commune et du département s'établissent comme suit.
| Hommes | Classe d’âge | Femmes |
| ------ | ------------ | ------ |
| 0,7    | 90 ou +      | 1,4    |
| 8,6    | 75-89 ans    | 12,5   |
| 14,4   | 60-74 ans    | 11,8   |
| 20,1   | 45-59 ans    | 20,1   |
| 15,8   | 30-44 ans    | 16,0   |
| 23,9   | 15-29 ans    | 16,1   |
| 16,5   | 0-14 ans     | 22,2   |

| Hommes | Classe d’âge | Femmes |
| ------ | ------------ | ------ |
| 0,5    | 90 ou +      | 1,6    |
| 5,6    | 75-89 ans    | 8,9    |
| 16,7   | 60-74 ans    | 18,1   |
| 20,2   | 45-59 ans    | 19,2   |
| 18,9   | 30-44 ans    | 18,1   |
| 18,2   | 15-29 ans    | 16,2   |
| 19,9   | 0-14 ans     | 17,9   |

## Culture locale et patrimoine

### Lieux et monuments

#### Monument historique
- Le château du Cauroy, construit tout en pierre au XVIIIe siècle. Inscrit, avec ses abords, au titre des monuments historiques, depuis un arrêté du 24 août 2007[40].

#### Autres monuments
- L'église Saint Pierre du Cauroy
- L'église Saint Sulpice de Berlencourt datant du XVIe siècle[41].
- La chapelle de Jésus-flagellé
- Les monuments aux morts de Berlencourt et du Cauroy[42].

### Personnalités liées à la commune
- Charles Marie Le Clerc, marquis de Juigné (Paris, 10 mai 1764 – Berlencourt-le-Cauroy, 11 janvier 1826), militaire et parlementaire français des XVIIIe et XIXe siècles.

### Héraldique
| Blason de Berlencourt-le-Cauroy | Blason  | Taillé : au 1er d'or à une truite d'azur posée en pal, au 2d fascé d'or et d'azur à une branche de noisetier de sinople fruitée de deux pièces d'or ; à la barre de sable brochant sur la partition. |
| Blason de Berlencourt-le-Cauroy | Détails | La truite évoque les qualités halieutiques de la Canche. Le fascé d'or et d'azur est une reprise, erronée, des armes de la famille de Beauffort, dont étaient issus les derniers seigneurs locaux. Enfin, la branche de noisetier évoque l'étymologie du nom du hameau du Cauroy : « lieu planté de coudriers ». Le statut officiel du blason reste à déterminer. |

## Pour approfondir